# Nina Galindo
Nina Galindo (Ciudad de México, México, 1 de junio de 1958) es una cantante mexicana. Además de su pertenencia al Movimiento Rupestre, ha destacado en la interpretación de géneros como el rock y el blues.

## Trayectoria
Su madre es la actriz y humorista Martha Ofelia Galindo. Nina nació en la Ciudad de México. Entre 1980 y 1984 actuó como corista en el grupo Los Teen Tops y en 1984 integró el dueto "Callo y Colmillo" con Roberto Ponce, grupo que se integró al Movimiento Rupestre. Nina se caracterizó por la creación de reversiones de las canciones de compositores Rupestres como el propio Ponce, Rockdrigo González y otros. El dueto con Ponce terminó en 1986. En 1990 formó el grupo "Y sigue la mata dando". En 1991 lanzó su primer disco Brindis por un difunto.

### Discografía
- Brindis por un difunto (1991)
- Antropofagia amorosa (1993)
- Antes del toque de queda (1995)
- El desliz (1999)[8]
- Canciones atoradas (2022)